# Blitzkrieg
A Blitzkrieg (ou "guerra-relâmpago") é uma palavra usada para descrever um ataque surpresa de armas combinadas, utilizando uma força concentrada e rápida, que pode consistir de formações blindadas e de infantaria motorizada ou mecanizada; juntamente com artilharia, assalto aéreo e apoio aéreo aproximado; com o objetivo de romper as linhas de defesa do oponente, desestabilizar os defensores, desequilibrar os inimigos ao dificultar sua resposta a uma frente em constante mudança e derrotá-los em uma Vernichtungsschlacht decisiva: uma batalha de aniquilação.
Durante o período entre guerras, as tecnologias de aeronaves e tanques amadureceram e foram combinadas com a aplicação sistemática da tradicional tática alemã de Bewegungskrieg (guerra de movimento): penetrações profundas e cerco de pontos fortes inimigos para cercar e destruir as forças inimigas em uma Kesselschlacht (batalha de caldeirão/batalha de cerco). Durante a invasão da Polônia, jornalistas ocidentais adotaram o termo blitzkrieg para descrever essa forma de guerra blindada. O termo havia aparecido em 1935, na publicação militar alemã Deutsche Wehr ("Defesa Alemã"), em conexão com uma guerra rápida ou relâmpago.
As operações de manobra alemãs foram bem-sucedidas nas campanhas de 1939–1941, e em 1940, o termo blitzkrieg era amplamente utilizado pela mídia ocidental. As operações de blitzkrieg capitalizavam sobre penetrações surpresa, como na região florestal das Ardenas, a falta de prontidão dos Aliados e sua incapacidade de acompanhar o ritmo do ataque alemão. Durante a Batalha da França, os franceses tentaram reformar as linhas de defesa ao longo dos rios, mas foram frustrados quando as forças alemãs chegaram primeiro e avançaram. Os alemães usaram com sucesso as táticas de blitzkrieg para invadir a Bélgica, os Países Baixos e a França.
Apesar de ser comum no jornalismo alemão e de língua inglesa durante a Segunda Guerra Mundial, a palavra blitzkrieg nunca foi usada pela Wehrmacht como um termo militar oficial, exceto para propaganda. Segundo David Reynolds, "O próprio Hitler chamou o termo blitzkrieg de 'Uma palavra completamente idiota' (ein ganz blödsinniges Wort)". Alguns oficiais seniores, incluindo Kurt Student, Franz Halder e Johann Adolf von Kielmansegg, até mesmo contestaram a ideia de que fosse um conceito militar. Kielmansegg afirmou que o que muitos consideravam a blitzkrieg nada mais era do que "soluções ad hoc que simplesmente surgiram da situação prevalecente". Kurt Student descreveu isso como ideias que "surgiram naturalmente das circunstâncias existentes" em resposta aos desafios operacionais. A Wehrmacht nunca a adotou oficialmente como um conceito ou doutrina.
Em 2005, o historiador Karl-Heinz Frieser resumiu a blitzkrieg como o resultado de comandantes alemães utilizando a tecnologia mais avançada da forma mais vantajosa, de acordo com princípios militares tradicionais, e empregando "as unidades certas no lugar certo na hora certa". Historiadores modernos agora entendem blitzkrieg como a combinação dos princípios, métodos e doutrinas militares tradicionais alemães do século XIX com a tecnologia militar do período entre guerras. Historiadores modernos usam o termo casualmente como uma descrição genérica para o estilo de guerra de manobra praticado pela Alemanha durante a primeira parte da Segunda Guerra Mundial, em vez de uma explicação. Segundo Frieser, no contexto do pensamento de Heinz Guderian sobre formações móveis de armas combinadas, blitzkrieg pode ser usado como sinônimo de guerra de manobra moderna no nível operacional.

## Origens
A estratégia da "guerra-relâmpago" foi aperfeiçoada pelo general alemão Heinz Guderian no final de década de 1930. O efeito desejado pela guerra-relâmpago só pode ser obtido pela utilização coordenada da infantaria, dos blindados e da aviação, que agem conjuntamente para "perfurar" as linhas inimigas em um ponto de ruptura. Todo "atrito" com as forças inimigas era evitado. Se um foco de resistência era encontrado, era imediatamente cercado, suas comunicações interrompidas (o que dificultava a tomada de decisões e a transmissão de ordens) e o resto das tropas de ataque continuava seu avanço ao interior do campo inimigo o mais rapidamente possível. O foco de resistência era destruído mais tarde, pelas forças de infantaria que seguiam o ataque surpresa.

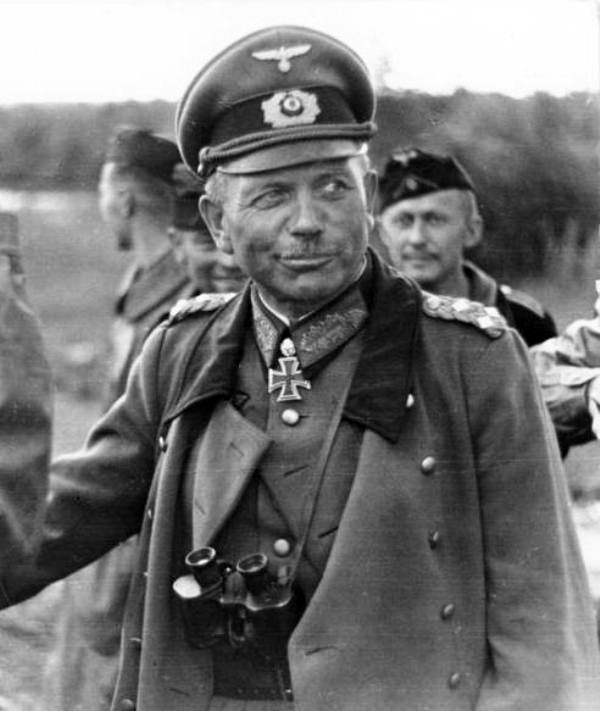
Heinz Guderian em Julho de 1941, durante a Operação Barbarossa

 Foi graças a essa táctica ofensiva inovadora que a Wehrmacht conseguiu vencer os exércitos aliados durante a primeira parte de Segunda Guerra Mundial, principalmente quando da invasão da Polônia, da Dinamarca (Operação Weserübung), da França (com os Países Baixos, Bélgica e Luxemburgo), Iugoslávia, Grécia e da União Soviética (Operação Barbarossa), e também graças ao seu poderio militar superior e ao despreparo das forças armadas dos países invadidos. Segundo Albert Speer, esta estratégia só foi inicialmente bem-sucedida porque a IG Farben importou combustíveis sintéticos, óleo lubrificante e diesel da Standard Oil e da Texaco através de portos espanhóis, sem o qual a Invasão da Polônia e o próprio conceito de Blitzkrieg não teria sido possível.
Quer na campanha da Polónia, quer a da França duraram pouco mais de um mês: em ambos os casos, colunas maciças de carros de combate romperam através das estáticas linhas inimigas e avançaram profundamente no coração do território dos oponentes, enquanto a força aérea alemã (Luftwaffe) destruía as linhas de comunicação, o poderio aéreo inimigo, as suas indústrias-chave e outros objectivos militares, abrindo caminho para a invasão terrestre. Os resultados foram avassaladores: a Polónia viu aniquilado o seu exército e perdeu a independência; enquanto para os aliados, no Oeste, foi a humilhante retirada britânica de Dunquerque (Batalha de Dunquerque) e a ocupação da França.
No entanto, essa táctica começou a mostrar seus limites a partir de 1942. Na realidade, a guerra-relâmpago só era aplicável com êxito em espaços de operação reduzidos e de curta duração.

### O papel dos estimulantes na Blitzkrieg
Segundo alguns autores, um dos factores do sucesso da blitzkrieg, em particular durante as invasões da Polónia em 1939 e de França em 1940, foi a utilização de Pervitin, uma metanfetamina, para melhorar o desempenho e a capacidade de concentração das tropas.
Primeiro testada na Polónia — onde a sua distribuição ficou ao critério de comandantes, oficiais médicos ou iniciativas individuais — foi depois já oficialmente distribuída ás tropas antes da invasão da França. De Abril a Junho de 1940, a Wehrmacht recebeu mais de 35 milhões de tabletes de Pervitin. A droga reduzia a sensibilidade à dor e à fome e á necessidade de dormir. Isto possibilitou o avanço rápido e constante dos alemães, que já não sentiam necessidade de descansar e dormir; segundo o próprio Guderiam, em França, as suas tropas não descansaram durante dezessete dias.
Segundo as conclusões de Nicolas Rasmussen, a Blitzkrieg alemã foi alimentada tanto por anfetaminas como por máquinas.

## Pós-Segunda Guerra Mundial
Depois da Segunda Guerra Mundial, e particularmente durante o período da Guerra Fria, os comandos militares temiam uma invasão de tipo "blitzkrieg", quer pelo Pacto de Varsóvia quer por parte da OTAN (NATO). Em tempos mais próximos, o princípio da "blitzkrieg" foi usado pelos Estados Unidos sob o comando do general norte-americano Norman Schwarzkopf para alcançar uma rápida vitória sobre o Iraque de Saddam Hussein em 1991 na Guerra do Golfo, e na Invasão do Iraque de 2003 pelo general Tommy Franks.

## O termo
A origem do termo "blitzkrieg" é controversa e debatível. Se realmente existiu como doutrina militar, foi parte da estratégia de guerra alemã desenvolvida entre os anos de 1933 e 1939. Mas, para muitos historiadores, há dúvidas contundentes de que se a blitzkrieg era de fato uma estratégia militar coerente empregada ou resultado de decisões táticas feitas no momento, trabalhadas em cima de táticas militares concebida antes mesmo da Segunda Grande Guerra começar. Para muitos historiadores e especialistas, a palavra blitzkrieg não era usada como termo militar e as táticas alemãs empregadas nas ofensivas entre 1939 e 1942 (com exceção da Operação Barbarossa) eram na verdade improvisadas, não baseadas em uma estratégia militar ampla previamente desenhada. Assim, muitos historiadores afirmam que os alemães não inventaram uma nova estratégia de guerra, mas apenas utilizaram novas tecnologias e as aplicaram nas ideias tradicionais da doutrina alemã de Bewegungskrieg ("guerra de movimento") para alcançar suas vitórias decisivas. Portanto, para diversos acadêmicos, a noção da blitzkrieg como um termo militar planejado é, provavelmente, um mito. Um dos argumentos usados para defender tal afirmação é o fato de que o termo não era usado pela Wehrmacht, sendo apenas mencionado mais notavelmente e com maior frequência pelos generais alemães apenas após o conflito ter terminado.
A palavra Blitzkrieg é um germanismo em diversas línguas, entre as quais o inglês, o francês e mesmo o português.[carece de fontes?] No Brasil, toda operação policial surpresa, em geral voltada à fiscalização do trânsito em vias públicas, é chamada por extensão de "blitz", muito embora a adoção de tal nomenclatura não guarde grande adequação com a "blitzkrieg", uma vez que a "blitz" policial em vias públicas comumente realizada no Brasil é caracterizada por ser uma operação estática, localizada em pontos considerados estratégicos, e não móvel ou com mobilidade acelerada.[carece de fontes?]